# Antônio Eliseu Zuqueto
Dom Frei Antônio Eliseu Zuqueto OFMCap (Resplendor, 29 de abril de 1928 - Colatina, 23 de agosto de 2016) foi um bispo católico brasileiro emérito da Diocese de Teixeira de Freitas-Caravelas.

## Vida e Episcopado
Nascido no município de Resplendor, no Vale do Rio Doce, estado de Minas Gerais, formou-se em em Filosofia e Teologia. Em 19 de março de 1955 foi ordenado presbítero em Santa Teresa, no Espírito Santo. Nomeado bispo auxiliar da Diocese de Teófilo Otoni, em Minas Gerais em 14 de março de 1980, recebeu a ordenação episcopal em 8 de junho de 1980, em Itambacuri, escolhendo, como lema da sua vida sacerdotal, "Ipse Nostra Pax” (Cristo é nossa paz).
Em sua vida dedicada a Deus e a Igreja, foi Vice-Reitor do Seminário Menor, em Santa Teresa, Superior e Vigário em Conceição do Mato Dentro, Primeiro Conselheiro da Custódia do Rio de Janeiro e Superior e Vigário em Itambacuri. Mais tarde, foi nomeado Reitor do Seminário Menor, em Santa Teresa, e Vigário na referida cidade, além de ser nomeado Vice Provincial; Vigário da Paróquia São Sebastião, na cidade do Rio de Janeiro, além de exercer as atividades eclesiais como Pároco, Formador, Vice-Provincial.

## Morte
Dom Frei Antônio Eliseu Zuqueto faleceu por volta das 09:30 do dia 23 de agosto de 2016, no hospital de Colatina, no Espírito Santo, onde esteve internado por duas semanas. O laudo sobre a morte do bispo apontou insuficiência respiratória e renal.